# Frank Schneider (Journalist)
Frank Schneider (* 1958 in Gelsenkirchen) ist ein deutscher Reisejournalist, Fotograf und Autor mehrerer Sachbücher zum Sporttauchen (einschließlich von Tauchreiseführern).

## Leben
Frank Schneider machte im Jahr 1982 seinen ersten Tauchschein. Seit 1983 ist er regelmäßig als freier Journalist (Autor und Fotograf) für die Fachzeitschrift Tauchen tätig. Er veröffentlicht ferner in anderen Tauchzeitschriften wie Aquanaut und dem VDST-Organ Der Sporttaucher. Zahlreiche seiner Unterwasserfotografien wurden Titelbilder. Artikel von Schneider sind u. a. in Dänemark, Italien, den Niederlanden, Norwegen, Österreich, der Schweiz, Spanien und dem Vereinigten Königreich erschienen.
Ab 2007 war er Redaktionsleiter im Jahr Top Special Verlag für das Sonderheft Tauchen Extra Markt & Technik, das bis zur Einstellung mit der Ausgabe 2011 einmal jährlich erschien.
Seit Anfang 2015 produziert er zusammen mit Paul Munzinger das Onlinemagazin divingEurope.
Schneider ist regelmäßig Jurymitglied von UW-Fotowettbewerben, saß beispielsweise der Wettbewerbs-Jury des internationalen Fotowettbewerbs Elba Fotofest in den Jahren 2016 bis 2018 vor.

## Werke
Eine Auswahl der Veröffentlichungen von Frank Schneider:
Tauchreiseführer
- Mit Leda Monza, Martino Motti: Tauchreiseführer Italienische Inseln. Kosmos, Stuttgart 2011, ISBN 978-3-440-12316-4.
- Tauchreiseführer Dominikanische Republik. Kosmos, Stuttgart 2008, ISBN 978-3-440-11280-9.
- Tauchreiseführer Thailand. Kosmos, Stuttgart 2007, ISBN 978-3-440-11044-7.

Weitere Bücher
- Näher ran! Praxiskurs Unterwasserfotografie. Kosmos, Stuttgart 2010, ISBN 978-3-440-12165-8.
- Mit Thomas Kromp, Marco Röschmann:  Safety first – Sicherheit für Taucher. Kosmos, Stuttgart 2009, ISBN 978-3-440-11202-1 (Alternativtitel:  Tauchsicherheit).
- Mit Thomas Kromp, Jochen Prey: Sicher Tauchen mit Nitrox. Kosmos, Stuttgart 2008, ISBN 978-3-440-11201-4.
- Mit Thomas Kromp, Jochen Prey: Handbuch Trockentauchen. Kosmos, Stuttgart 2007, ISBN 3-440-10981-X.